# Мессак (Приморская Шаранта)
Месса́к (фр. Messac) — коммуна во Франции, находится в регионе Пуату — Шаранта. Департамент коммуны — Приморская Шаранта. Входит в состав кантона Монтандр. Округ коммуны — Жонзак.
Код INSEE коммуны — 17231.

## Население
Население коммуны на 2010 год составляло 113 человек.
| 1962 | 1968 | 1975 | 1982 | 1990 | 1999 | 2010 |
| ---- | ---- | ---- | ---- | ---- | ---- | ---- |
| 156  | 157  | 143  | 135  | 127  | 107  | 113  |